# Frans van Waldeck
Frans van Waldeck (1491 - 15 juli, 1553) was prins-bisschop van het Münster, Osnabrück en bisschop van Minden. Hij was een van de leidende figuren in het neerslaan van de anabaptistische opstand in Münster. Hij was achtereenvolgens domheer in Keulen, Trier, Mainz en Paderborn, en sinds 1523 provoost van de Alexanderstift in Einbeck.

## Wederdopers in Münster
Rond het jaar 1530 maakte de stad Münster deel uit van de Reformatie, maar de stad viel al snel in de handen van de radicale predikant Bernhard Rottmann. Van Waldeck ondernam actie tegen de stad, inclusief het confisqueren van goederen. In februari 1533 kwamen beide partijen tot een akkoord en werden de vijandelijkheden gestaakt.
Echter, het jaar daarop grepen de wederdopers de macht in de stad. Hun leider Jan Matthijs vertoonde zich echter buiten de stad en werd gedood. Direct greep Jan van Leiden de macht in de stad en kroonde zichzelf tot koning van Münster. Uiteindelijk slaagde Van Waldeck erin om de stad op 24 juni 1535 in te nemen, en de leiders van de rebellie te doden.

## Kinderen
Frans van Waldeck had een zoon Christoph (ook Christoffer de Schone genoemd)(1510/1520; na 1561 in Vechta) uit een relatie met een onbekende moeder. 
In Einbeck leefde hij vervolgens samen met Anna Polmann (1505-1557) bij wie hij acht kinderen verwekte: 
- Frans III van Waldeck (1524 - )
- Barthold van Waldeck (1536 - )
- Philipp van Waldeck (1538-1605)
- Elizabeth Catherina van Waldeck (1540-1579) trouwde met Wernerus Crispinus (1535-1604)
- Johanna van Waldeck (1540-1572)
- Ermegard van Waldeck (1542- )
- Christoph van Waldeck (1543-1587) trouwde met Agnes Pagenstecher (1545-1606)
- Katherina van Waldeck (1544-1597)

## Opvolger
Frans van Waldeck stierf in 1553 en werd als prins-bisschop opgevolgd door Willem van Ketteler, de zoon van Godhard II Kettler zu Neu-Assen.